# 吉達區

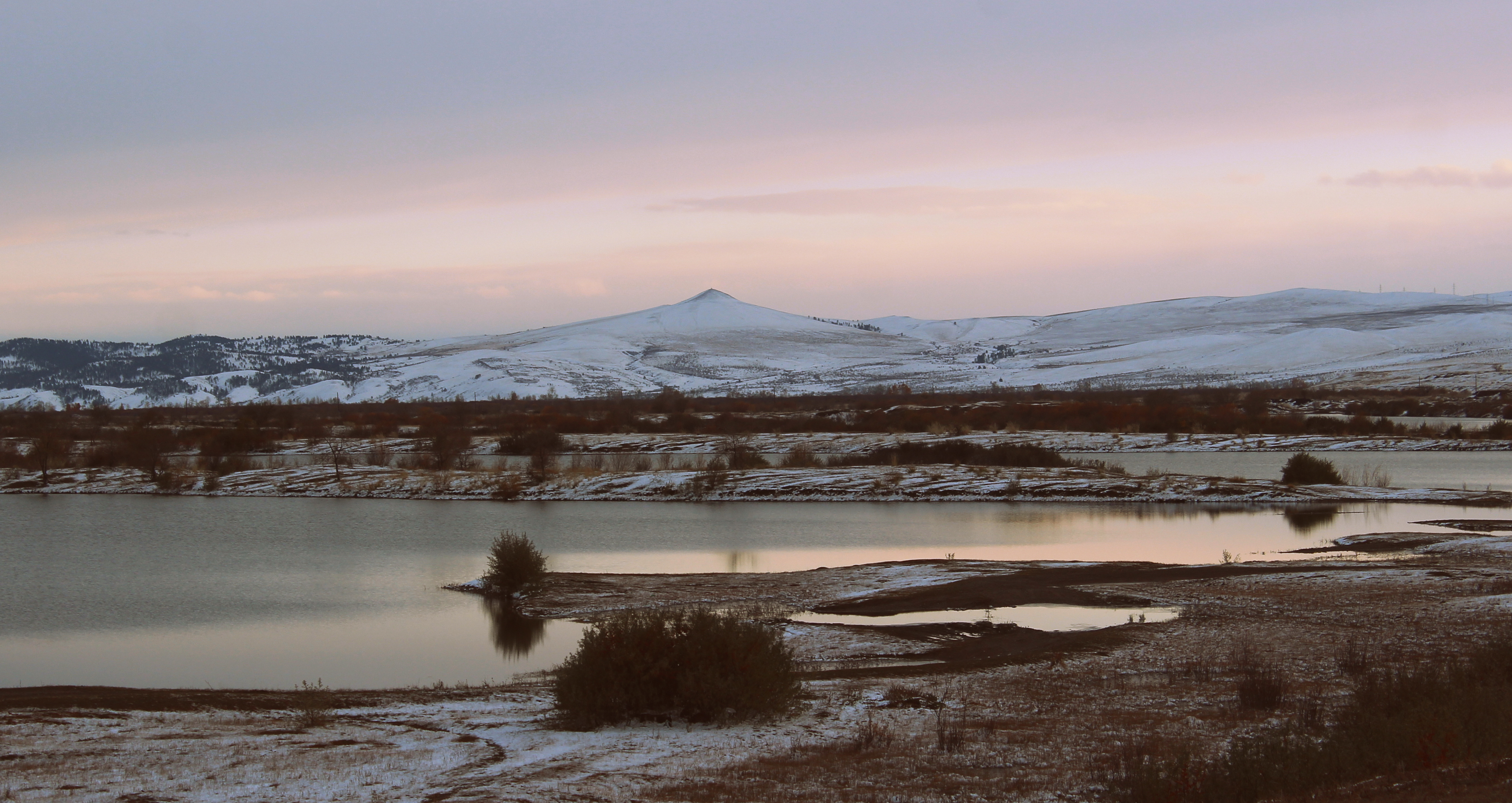

50°36′N 105°19′E / 50.600°N 105.317°E
吉達區（俄语：Джидинский район），是俄羅斯的一個區，位於該國南部，由布里亞特共和國負責管轄，面積8,600平方公里，2010年人口29,352，人口密度每平方公里3.41人。